# Темеш (балка)
Теме́ш (крымскотат. Temeş, укр. Темеш) — маловодная (ныне запруженная) балка в Крыму, на территории Сакского района. Берёт начало в равнинах Степного Крыма. Длина водотока 33 километра, площадь водосборного бассейна 97,7 км², притоков балка не имеет. Устье балки находится в 2,5 км южнее села Гаршино. В 1950-е годы, после постановления Правительства СССР о превращении Крыма в цветущий край садов и виноградников, началось интенсивное строительство прудов. По руслу балки были устроены пруды с заполнением подземными водами. Долина балки ранее носила название «Куян-джилга». В долине находится село Шелковичное, которое до середины 1948 года называлось как и балка «Темеш».